# Ermentruda Orleańska
Ermentruda Orleańska (ur. 27 września 823, zm. 6 października 869) – królowa Franków przez małżeństwo z Karolem II Łysym. Była córką Odona Orleańskiego i Engeltrudy de Fézensac.